# Ангел (фильм, 2011)
Ангел — фильм Дмитрия Фёдорова, снятый в 2011 году по мотивам повести Александра Титова «Ангелок». Премьера фильма состоялась 30 ноября 2011 года в московском кинотеатре «Художественный».

## Сюжет
Подросток Юра приезжает к прадеду на лето. Его мать нашла нового мужа и отослала сына до осени к своему деду в деревню. Дед оказывается помешанным на революционной тематике выпивохой. Постепенно мальчик проникается к деду любовью, разглядев в нём хорошего человека. В деревне у него появляются приятели, он сдружился со слабоумным соседом Джоном, есть и девочка, на которую Юрик заглядывается. На отшибе деревни есть разрушенная ещё дедом церковь. На её стене стоит изваяние ангела, у которого Юрик камнем сбил остатки крыльев. «Теперь я не смогу летать за тобой, не смогу тебя защищать», — говорит голос из статуи. К этому же ангелу обращается и дед: «Я не смог тебя сбить… Тогда… Почему???»
Но вот дед умирает от сердечного приступа, и оказывается, что мальчик в этом мире остался совсем один. Мать уезжает со своим мужем в Африку, оставляя ребёнка на деревенскую соседку, бабушку Джона; местные мальчишки больше всего заняты «зарабатыванием денег», пресмыкаясь перед сынком местного богатея; а та, «необычная девочка», не обращает внимания. Фильм заканчивается сценой, где Юрик находит припрятанный дедом наган…

## Создатели фильма

### Съёмочная группа
- Сценарист: Валерий Дмитриев
- Режиссёр: Дмитрий Фёдоров
- Оператор: Любовь Князева
- Композитор: Андрей Дойников
- Продюсеры: Виталий Сидоренко

### Актёрский состав
| Актёр              | Роль             |
| ------------------ | ---------------- |
| Георгий Мирской    | Юрик             |
| Феликс Антипов     | дед              |
| Ольга Берёзкина    | мать Юрика       |
| Аля Никулина       | бабушка Джона    |
| Максим Шибаев      | Петля            |
| Олег Шибаев        | Тюха             |
| Юрий Богданов      | Коптила          |
| Владислав Саноцкий | участковый       |
| Сергей Захарчев    | Мясогоров        |
| Андрей Руденко     | Сенька           |
| Елизавета Попова   | Рылова           |
| Лев Насибулин      | Эдик             |
| Роман Пастухов     | дядя Володя      |
| Владимир Смирнов   | военком          |
| Наталья Беляева    | продавщица       |
| Владимир Приз      | продавец         |
| Александр Принцев  | сержант          |
| Галина Фёдорова    | сельская бабушка |
| Юлия Ермакова      | Маринка          |
| Юлия Гайкалова     | Юлька            |

## Критика
О фильме рассказывает продюсер Виталий Сидоренко:
«В нашем фильме встречаются два мира — мир прошлого в лице деда, вобравшего в себя весь минувший век, и мир будущего в лице мальчика, символизирующего собой сегодняшнюю Россию.
Человек, который не помнит своего прошлого, не учится на этом прошлом, не имеет и будущего. Нужно помочь ему понять и принять это прошлое. История не может научить человека любить свою Родину, так же как нет такого предмета, который учил бы человека любить свою маму. Но для нормального человека это само собой разумеющееся. История должна научить понимать: кто ты, какое место занимаешь в мироздании, не повторять ошибок прошлого и двигаться дальше. Так и у нашего героя Юрика сначала возникает отторжение деда, а потом он понимает, что все не так однозначно, и что-то в его деде есть капитальное, настоящее, мужское. И в итоге берет от деда лучшее. Мы об этом хотели снять кино. Получилось ли, судить зрителю».
Из рецензии на сайте ovideo:
…Остается лишь посоветовать всем найти какой-нибудь вечер и посмотреть «Ангела». Правда, надо быть готовым, что это не столько развлекательный фильм, а серьезное произведение искусства, дающее пищу для размышления. Уверен, что после просмотра картины разочарованных будет очень и очень мало. На мой взгляд, «Ангел» — один из лучших российских фильмов, снятых в последнее время.
Пока все.
Рецензия на сайте proficinema:
Фильм «Ангел» обращен к широкой и благодарной зрительской аудитории детей от 8-ми до 15-ти лет и их родителей, бабушек и дедушек. И смотреть его стоит именно в таком семейном формате, чтобы после просмотра, который без сомнения спровоцирует дискуссию между юными и взрослыми зрителями, дети смогли задать старшим взволновавшие их вопросы, а родители попробовали бы на них ответить. 